# میبی‌شی‌ویل
مِیبی‌شی‌ویل (به انگلیسی: Maybeshewill) گروه موسیقی اینسترومنتال از لستر، انگلستان بودند که موسیقی‌شان با المان‌های الکترونیکی و برنامه‌ریزی شده به همراه گیتار، بیس و درام همراه بود.

## تاریخچه
میبی‌شی‌ویل توسط گیتاریست‌های گروه رابین ساوثبای و جان هلپز، زمانی که در حال تحصیل در رشته تکنولوژی موسیقی بودند بنیاد نهاده شد. آنها اولین آلبوم خود را در سال ۲۰۰۵ و تحت انتشاراتی که خودشان ساخته بودند، منتشر کردند که با تحسین منتقدان مواجه شد و توجه لیبیل‌های معروف‌تری را به سمت آنها جلب کرد.
در سپتامبر ۲۰۱۵ گروه اعلام کرد که بعد از تور کنسرت‌هایی کوتاه به کار خود پایان خواهد داد.

## اخلاق و صفات
گروه در اتوبیوگرافی خودشان گفته‌اند که دربارهٔ وضعیت صنعت موسیقی عامه‌پسند نگرانی‌هایی دارند و به همین دلیل سعی می‌کنند تا جای ممکن تمامی کارها را خودشان انجام دهند. وظایفی نظیر مدیریت گروه، مدیریت کنسرت‌ها و خبررسانی در خود گروه انجام می‌شد و بسیاری از آلبوم‌ها نیز تحت لیبل‌ها خودشان منتشر شده‌است. با این وجود با گذشت زمان آنها نیاز به کار کردن با دیگر افراد را احساس کردند و کارهایشان را توسط لیبل‌های مستقل منتشر می‌شود.
با اینکه میبی‌شی‌ویل گروه سیاسی نیست اما بسیاری از قطعات و عنوان آهنگ‌های آنها اشاره به ایده‌های چپ و تا حدودی سوسیالیستی دارد. برای مثال در آهنگ این موقع سال گذشته قطعاتی از قلب من هاکبی را در خود دارد که کاراکترها دربارهٔ اینکه آیا فضای آزاد یک ایده سوسیالیستی است بحث می‌کنند.

## سبک
گروه سبک خود را راک اینسترومنتال و الکترونیک معرفی می‌کنند. دراوند این ساوند سبک گروه را اینطور توصیف می‌کند که شبیه ماگوای است اگر به سینمای هنری عشق می‌ورزید. همچنین منتقدان میبی‌شی‌ویل را با سگو رش و ۶۵دیزآف‌استتیکمقایسه کرده و از آنها به عنوان موزیک‌هایی که بر روی گروه تأثیر داشته‌اند نام برده‌اند. قطعات آنها عموماً حاوی قسمت‌هایی از فیلم‌ها و دیالوگ‌ها است.

## آلبوم‌ها
- نه از سر تلاش - ۲۰۰۸
- کلمهٔ امید را بخوان در هارمونی چهارقسمتی - ۲۰۰۹
- من لحظه‌ای اینجا بودم، بعد محو شدم - ۲۰۱۱
- جوانی عادلانه - ۲۰۱۴